# أحمد يلماز تشاليك
أحمد يلماز تشاليك (بالتركية: Ahmet Yılmaz Çalık)‏ (26 فبراير 1994 - 11 يناير 2022) هو لاعب كرة قدم تركي. لعب مع منتخب تركيا لكرة القدم. سبق له أن لعب في بطولة أمم أوروبا لكرة القدم 2016 مع منتخب بلاده.

## روابط خارجية
- أحمد يلماز تشاليك على موقع الاتحاد الدولي (مؤرشف)  (الإنجليزية)
- أحمد يلماز تشاليك على موقع الاتحاد الأوربي (الإنجليزية)
- أحمد يلماز تشاليك على موقع اتحاد تركيا (لاعب) (الإنجليزية)
- أحمد يلماز تشاليك على موقع إي إس بي إن إف سي (الإنجليزية)
- أحمد يلماز تشاليك على موقع قاعدة بيانات كرة القدم.إي يو (الإنجليزية)
- أحمد يلماز تشاليك على موقع ليكيب (الفرنسية)
- أحمد يلماز تشاليك على موقع ناشيونال فوتبول تيمز (الإنجليزية)
- أحمد يلماز تشاليك على موقع Soccerway.com (الإنجليزية)
- أحمد يلماز تشاليك على موقع عالم كرة القدم.نت (الإنجليزية)
- أحمد يلماز تشاليك على موقع AS.com (الإسبانية)